# Adam Levy (aktor)
Adam Levy (ur. 5 grudnia 1970) – brytyjski aktor teatralny, telewizyjny i filmowy. Wystąpił w roli apostoła Piotra w serialu NBC Anno Domini – Biblii ciąg dalszy (A.D. The Bible Continues, 2015). 

## Wczesne lata
Urodził się i wychowywał w rodzinie żydowskiej jako syn Margaret i Abrahama Levy’ego. Jego ojciec urodził się w Bagdadzie, ale opuścił miasto i irackie antysemickie prześladowania w 1947, kiedy przeniósł się do Izraela, a następnie osiadł w Wielkiej Brytanii i prowadził kawiarnię na plaży na półwyspie Wirral. Jego matka urodziła się w Rosji i zmarła na raka. W wieku 13 lat zainteresował się aktorstwem. W 1994 ukończył The Royal Academy of Dramatic Art w Londynie.

## Kariera
Jego kariera rozpoczęła się, gdy jako 21-latek został obsadzony przez Alana Ayckbourna w roli syna Eddiego (Judd Hirsch) w przedstawieniu Rozmowy z ojcem (Conversations With My Father). Był członkiem Royal National Theatre i Royal Shakespeare Company. 
Po gościnnym występie jako Sebastian Holland w jednym z odcinków serialu fantasy ITV Chiller - pt. Przepowiednia (Prophecy, 1995) z Nigelem Haversem, zagrał rolę Benjamina w melodramacie  Sandry Goldbacher Guwernantka (The Governess, 1998) z Minnie Driver. W miniserialu przygodowym fantasy Hallmark Channel Dziesiąte królestwo (The 10th Kingdom, 2000) pojawił się jako Cygan. Wkrótce Ridley Scott powierzył mu rolę oficera w Gladiatorze (2000). W dreszczowcu Briana Helgelanda Zjadacz grzechów (The Order lub The Sin Eater, 2003) z Heathem Ledgerem był mistrzem budownictwa. Był oficerem w dramacie sensacyjnym Najemnicy (Mercenaries, 2011) u boku Billy’ego Zane i Kirsty Mitchell. W dreszczowcu Zanim zasnę (Before I Go to Sleep, 2014) z udziałem Nicole Kidman i Colina Firtha zagrał postać Bena Lucasa, męża głównej bohaterki. 
Wystąpił w wielu sztukach Williama Szekspira, w tym Henryk V (2003) w reż. Nicholasa Hytnera, Troilus i Kresyda (2006) w reż. Petera Steina, Zimowa opowieść jako Paulina, przyjaciółka Hermiony (2005) i jako Poliksenes, przywódca Czech (2013). Powrócił na scenę w roli Louisa w sztuce Tony’ego Kushnera Anioły w Ameryce (2007), jako czarny charakter Ramon w musicalu Zorro (2008) na West Endzie i w roli Bena Silvera w komedii Neila Simona Słoneczni chłopcy (2012) w Savoy Theatre u boku Danny’ego DeVito i Richarda Griffithsa. 
Można go było dostrzec także w serialach: BBC/HBO Rzym (Rome, 2005) w roli Saula, BBC One Szpital Holby City (Holby City, 2010) jako Alexis Kyriakos, ITV Coronation Street (2012) jako Aaron, Prawdziwa historia rodu Borgiów (Borgia, 2014) jako Giovanni Bentivoglio, CBS Supergirl (2018) jako Amadei Derros i Netflix Wiedźmin (2019), powstałym na kanwie prozy Andrzeja Sapkowskiego, gdzie zagrał postać Myszowora.